# Cratichneumon insulae
Cratichneumon insulae là một loài tò vò trong họ Ichneumonidae.